# Chrionema chlorotaenia
Chrionema chlorotaenia är en fiskart som beskrevs av Mckay, 1971. Chrionema chlorotaenia ingår i släktet Chrionema och familjen Percophidae. Inga underarter finns listade i Catalogue of Life.